# Horst Ehmke
Horst Paul August Ehmke (Danzig, 1927. február 4. – Bonn, 2017. március 12.) német politikus.
1969-ben igazságügyminiszter Nyugat-Németországban. 1969 és 1972 között a kancelláriai hivatal vezetője, majd 1972 és 1974 között kutatási, technológiai és postaügyi miniszter volt. Visszavonulása után politikai témájú detektívtörténeteket írt.

## Művei
Politikai írások
- Grenzen der Verfassungsänderung (1953)
- Politik der praktischen Vernunft – Aufsätze und Referate (1969)
- Politik als Herausforderung. Reden – Vorträge – Aufsätze 1968–1974 (1974)
- Politik als Herausforderung. Reden – Vorträge – Aufsätze 1975–1979 (1979)
- Beiträge zur Verfassungstheorie und Verfassungspolitik (1981)
- Mittendrin – Von der Großen Koalition zur Deutschen Einheit (1994)

Politikai detektívtörténetek
- Global Players (1998)
- Der Euro-Coup (1999)
- Himmelsfackeln (2001)
- Privatsache (2003)
- Im Schatten der Gewalt (2006)